# ベレニス (ロケット)
ベレニス（Berenice）はフランスの4段式試験/観測ロケット。
1962年から1967年まで12機が発射され、その内1機が失敗している。
ロケットはストロンボリSEPR 739、SEPR 740、Tramontane、Melanieから構成され、周囲に安定用のSEPR P167が4基取り付けられている。

## データ
- 総重量: 3,340 kg
- ペイロード: 40 kg
- 全長: 13.25 m
- 直径: 0.56 m
- 推力: 170.00 kN
- 高度: 1,000 km
- 初発射: 1962-06-27
- 最終発射: 1966-01-01
- 発射回数: 12